# Bitva u Tachova
Bitva u Tachova se odehrála ve dnech 3. – 4. srpna 1427 v nespecifikované lokalitě poblíž západočeského města Tachov. Spojené husitské svazy pod velením Prokopa Holého zde prakticky bez boje dosáhly vítězství nad vojsky třetí křížové výpravy v čele s trevírským arcibiskupem Otou z Ziegenheimu a kardinálem Jindřichem Beaufortem. Krátce po útěku protivníka zpět za hranice husité blízký Tachov oblehli, 11. srpna dobyli město a o tři dny později přijali kapitulaci jeho hradní posádky.

## Předehra
8. března 1427 vydal papež Martin V. jmenovací listinu, kterou ustanovil winchesterského biskupa Jindřicha Beauforta kardinálem a novým legátem apoštolské stolice v Čechách, Uhrách a Německu. Téhož dne také vydal bulu Salvatoris omnium, kterou vyhlásil třetí křížovou výpravu proti českým husitům; její ideologické vedení spadalo právě pod úřad nově jmenovaného legáta. Začátek kruciáty byl stanoven na 29. června a do Čech měly z každé světové strany koordinovaně vpadnout čtyři útočné proudy. Otázky organizace výpravy se řešily zejména na říšském sněmu, který byl svolán v měsíci dubnu do Frankfurtu. Zde byl přijat vojenský řád o 48 bodech, který, mimo jiné, v přesně daném pořadí svěřoval velení nad výpravou jednomu ze tří duchovních kurfiřtů, v tomto případě tedy trevírskému arcibiskupovi Otovi. Přípravy byly konány velmi pečlivě, přičemž organizátoři výpravy kladli značný důraz na zajištění velkého počtu střelných zbraní a bojových vozů. Přes velkorysé ambice se však v daném termínu shromáždily křižácké sbory pouze v Norimberku (později se přesunuly do bavorského Weidenu), Chebu (markrabě braniborský s kontingenty z Durynska a Švábska) a Freibergu (Sasové). Jelikož některé oddíly dorazily do shromaždišť s několikadenním zpožděním, vyrazilo vojsko směrem k českým hranicím, a dále ke katolickému Tachovu, až 12. července. Větší část vojska se spojila u Plané, odkud 20. července vytáhla ke Stříbru, jehož obležení začalo třiadvacátého dne téhož měsíce. O množství shromážděných křižáků se dochovaly značně protikladné informace. Bartošek z Drahonic vyčísluje počet účastníků na 80 000 jezdců spolu se stejným či vyšším počtem vojáků pěchoty a kronikář Herman Corner (Chronicon) odhadl sílu křižáků na 200 000 bojovníků. Naproti těmto číslům životopisec krále Zikmunda Lucemburského Eberhard Windecke konstatoval, že celé německé vojsko bylo jen malé a slabé. Na tento stav, konkrétně na slabou sílu vojska, si stěžoval i hejtman Jindřich ze Stoffelu v listu do Ulmu z 20. července. Současní odborníci početní stavy účastníků třetí kruciáty odhadují na 20 000 vojáků, včetně mužů plzeňského landfrýdu a anglických lučištníků v žoldu kardinála Beauforta.
Informace o připravované kruciátě, které dorazily do Čech záhy po jejím vyhlášení, nevyvolaly mezi husity žádnou paniku. Naopak, v polovině května vtrhla táborská a sirotčí polní vojska do Lužice a Slezska a v širokém oblouku protáhla kolem Žitavy na Lubno, Lemberg a Javor. Odtud se vrátila přes Trutnov a Náchod do Čech. Tato akce nejenže přinesla husitům bohatou kořist ve zlatě, stříbře a dobytku, ale zcela narušila severní a severovýchodní nástupní prostory nepřítele.
Po zprávách o pohybech křižáckých vojsk zvolili hejtmani husitů za své shromaždiště Prahu. Ve dnech 12. a 14. července se na Bílé hoře ubytovali sirotci, k nimž se 17. července připojili i příslušníci táborské obce. O den později tyto oddíly, posílené pražany a několika zástupci kališnické šlechty, postoupily ke Karlštejnu. Z této strategické pozice vyrazily do pole ihned po zprávě o obležení Stříbra. Podle katolického vojáka Bartoška z Drahonic čítalo toto vojsko 16 000 pěších a 1500 jezdců, podle evangelického historika Zachariáše Theobalda (Hussitenkrieg) měli sami táboři pod velením Prokopa Holého 10 000 mužů a 200 vozů. Zprávy o postupu husitů, kteří se patrně soustředili u Rokycan, dorazily ke křižákům nejpozději 1. srpna a již následujícího dne válečná rada rozhodla nečekat v táboře u Stříbra a zvolila vhodné místo k očekávanému střetnutí. Současně byl landshutský vévoda Jindřich s třemi tisíci jezdci pověřen úkolem zaútočit na postupující protivníkovu kolonu a poskytnout tak čas pro zformování dělostřelectva a trénu. Svou úlohu však nebyl schopen splnit a ještě téhož dne o půlnoci se vrátil zpět k vojsku.

## Bitva

### Zprávy současníků
O událostech z 2. – 4. srpna 1427 informují dva základní české písemné prameny. První z těchto textů je obsažen v Kronice katolického vojáka a přímého účastníka husitských válek Bartoška z Drahonic, jenž sice byl příznivcem krále Zikmunda, avšak jeho výpověď je obecně přijímána jako objektivní. Další povrchnější popis bitvy, pokud lze o bitvě vůbec hovořit, se zachoval v drobných kronikách psaných od sklonku bojovného husitství, jež historik František Palacký jako první soustředil do literárního souboru pod názvem Staré letopisy české. 
| „                     | A když se řečení táboři a pražané přiblížili k Němcům na tři míle či ještě méně, řečená knížata prchla od řečeného města Stříbra do Bavor a na tom útěku zanechala v Tachově velké dělo pana krále Zikmunda, půjčené plzeňskými měšťany. Sama se pak knížata vrátila s vozy přes hvozd domů. Mezi nimi, jak se po pravdě říkalo, byl kterýsi kardinál vyslaný panem papežem, aby s nimi táhl proti kacířům. Při tom útěku a úprku jim tento kardinál ukazoval prapory, totiž papežský a říšský, i kříž, a vztyčil je, aby se na ně rozpomněli a neutíkali, a mnoha slovy je napomínal. Nakonec však vida, že nic nepořídí, strhl týž kardinál korouhve, hodil je před Němce na zem a prudce jim lál. Jeden rytíř pak, řečený Kamrovec, zvolal: „Nevidím, před kým utíkat, žádného nepřítele nevidím!“ A tak odjel s panem Vilémem ze Švihova do Tachova. A toto zahnání na útěk se událo po sv. Jakubu. | “ |
| — Bartošek z Drahonic | |   |

| „                      | Téhož roku na sv. Jakuba němečtí kurfiřti a říšská města vtrhli s velikým vojskem do Čech a oblehli město Stříbro, které držel pan Přibík Klenovský se svou čeledí; sám Zmrzlík k němu dorazil, když už bylo město obleženo. Statečně se Němcům bránili, ačkoliv dobývali město těžkými děly a bořili hradby. Když jim táhli Čechové na pomoc a byli teprve u Rokycan, pět mil od Stříbra, Němci se neodvážili čekat, až přijdou, a s hanbou utekli ze země. Někteří se opozdili na Tachově. Čechové táhli za nimi, ohněm dobyli město Tachov i hrad a ukořistili a odvezli do Tábora těžké dělo nebožtíka krále Václava, zvané Chmelík. | “ |
| — Staré letopisy české | |   |

### Pravděpodobný průběh

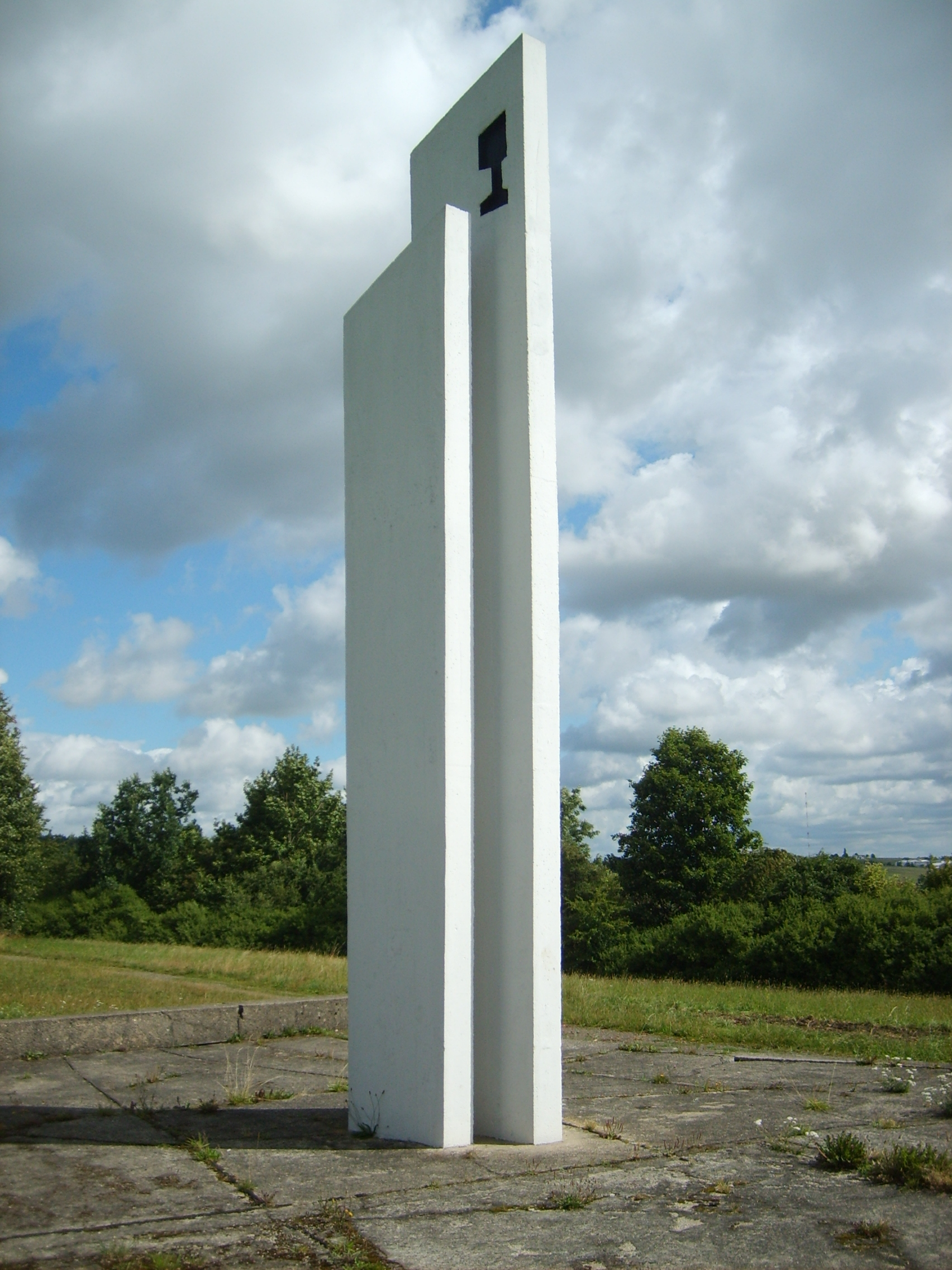
Památník bitvy u Tachova vystavěný na vrchu Vysoká, jenž byl odhalen v roce 1971

Názory historiků, kteří se zabývali popisem akcí v okolí Stříbra a Tachova, nejsou zcela jednotné, přesto si lze o bojových operacích učinit poměrně objektivní představu. Podle textu tzv. Třeboňské kroniky lze předpokládat, že první panika začala mezi prostými křižáckými bojovníky a vozataji propukat již z rána 2. srpna, kdy byly zapáleny zbytky tábora a vojáci se měli přesunout proti nepříteli.  Husité byli v tu dobu od Stříbra vzdáleni tři až pět mil. Ke stupňování zmatku přispěly i špatně organizované a chaotické přesuny, které vyvrcholily ústupem značné části prostých bojovníků k bavorským hranicím. Jejich příkladu začaly brzy následovat i další jednotky, které s sebou postupně strhly zbytek armády. K tomuto hromadnému útěku pravděpodobně přispěl i neúspěšný návrat landshutského vévody Jindřicha a jeho tří tisíc jezdců o půlnoci z 2. na 3. srpna. Převážná většina vojáků ustupovala směrem k Tachovu, kam, shodou okolností, před nedlouhou dobou dorazil kardinál Beaufort. Vývojem situace překvapený papežský legát svolal válečnou radu a důrazně požadoval obnovení akcí proti husitům. Sám přítomné velmože velmi positivně motivoval prohlášením, že při bitvě osobně a bez štítu stane na špici bitevního šiku. Následujícího dne, tedy v pondělí 4. srpna, se ztenčené křižácké vojsko shromáždilo před Tachovem, aby se postavilo husitům na odpor. Podle veršovaného žalozpěvu o Čechách, který složil mosazník Hanuš Rosenplüt, jenž byl jako dělostřelecký zbrojíř přímým účastníkem výpravy, většina velitelů kardinálovi radila, aby dal povel k ústupu. Krize dostoupila vrcholu, když se nejmenovaný ctižádostivec pokusil vytrhnout korouhev z rukou váhavého vévody Jana z Neumarktu, jehož kardinál pověřil vrchním velením. Toto gesto zapříčinilo, že se korouhev octla na zemi, což křižáci považovali za špatné znamení a okamžitě začali opouštět své pozice. Papežský legát Beaufort se opět pokoušel vojáky zastavit, k tomuto účelu využil nadávek i proseb, přesto bezvýsledně. Dokonce prý před knížaty roztrhal říšské korouhve a hodil jim je k nohám, ale nakonec musel i on sám ustoupit k německým hranicím. Písemné prameny dále informují, že mimo hlavní křižácké těleso stahující se do Bavorska ustoupila část vojáků, převážně se jednalo o muže plzeňského landfrýdu, za hradby Tachova. Husité tak před městem zastihli jen několik opozdilců ze zadního voje, které patrně ihned pobili.

## Důsledky
V pobíjení prchajících křižáků patrně pokračovaly vybrané oddíly husitů i v následujících hodinách. Zbylá část polních vojsk pak oblehla Tachov, který se v dalších dnech stal terčem silného ostřelování z těžkých děl i obléhacích strojů. 11. srpna, krátce poté, co se husitům podařilo město zapálit a vytvořit v hradbách průlomy, dal Prokop Holý povel ke generálnímu útoku. Po tvrdém boji Tachov padl, mužská část obyvatelstva byla povražděna a zbytek obránců se uchýlil na místní hrad. Ulice, kterou husité do města vpadli, je dodnes pojmenovaná Krvavá. Po dalších těžkých bojích se katoličtí vojáci uvnitř hradu rozhodli ke 14. srpnu sjednat příměří. Husitům tak do rukou padlo na 1400 zajatců (Bartošek z Drahonic udává 900), mezi nimiž byli nejvýznamnější Vilém III. Švihovský z Rýzmberka a Jindřich Žito z Jivjan, kteří se na čestné slovo vzdali do rukou Jana Tovačovského z Cimburka. Prve jmenovaný však svůj slib nedodržel, a po několika dnech uprchl. Mimo zajatců padla husitům do rukou i bohatá kořist rozličného druhu, mezi níž bylo patrně nejkurióznějším artiklem dělo s názvem Chmelík, jež původně patřilo králi Václavovi IV. Dobyté město připadlo sirotkům, kteří jeho hejtmanem ustanovili Buzka ze Smolotel.